# Mostra internazionale di musica leggera 1965
La prima edizione della Mostra internazionale di musica leggera si svolse dal 2 al 4 luglio 1965 a Venezia e fu presentata da Katie Boyle; nelle prime due serate si svolse nel palazzo del Cinema, mentre la serata finale, trasmessa in Eurovisione, si tenne all'aperto in piazza San Marco.
I cantanti che gareggiavano erano distinti in big e nuove proposte: il premio in realtà veniva assegnato l'anno successivo, in quanto si basava sulle copie vendute del 45 giri contenente la canzone presentata; il premio consisteva nella Gondola d'oro per il big e nella Gondola d'argento per il giovane.
La vincitrice di quell'anno fu Orietta Berti con il singolo vincitore del Disco per l'estate Tu sei quello.

## Classifica
- 1º posto= Orietta Berti - Tu sei quello
- 2º posto= Adriano Celentano - E voi ballate
- 3º posto= Mina - L'ultima occasione
- 4º posto= Bobby Solo - La casa del signore
- 5º posto= The New Christy Minstrels - Le colline sono in fiore
- 6º posto= Peppino Di Capri - Morire a Capri
- 7º posto= Claudio Villa - Sifulina
- 8º posto= Petula Clark - Gocce di mare
- 9º posto= Gemelle Kessler - È fiorito il limone

## Altri partecipanti
- Audrey - Perché fai così
- Don Backy - Cara
- Fausto Cigliano - E se domani
- Gigliola Cinquetti - Un bel posto
- Betty Curtis - Non è più lui
- John Foster - Arrivederci amore mio
- Yukari Itō - Poco dopo
- Samantha Jones - Un uomo forte non si arrende
- Udo Jürgens - Ora che ti amo
- Guy Mardel - Non dire mai
- Marisol - Arrivederci Venezia
- Quartetto Cetra - Sei una musica
- Teddy Randazzo - Non è come te
- Julie Rogers - La metà della metà
- Bobby Vinton - Io sono solo
- Wladimiro - Mezzanotte a Mosca
- Timi Yuro - Dammi il tempo

## Piazzamenti in hit parade
| Artista                   | Singolo                  | Pos. massima | Pos. annuale |
| ------------------------- | ------------------------ | ------------ | ------------ |
| The New Christy Minstrels | Le colline sono in fiore | 1            | 15           |
| Orietta Berti             | Tu sei quello            | 2            | 27           |
| Adriano Celentano         | E voi ballate            | 3            | 19           |
| Bobby Solo                | La casa del signore      | 3            | 21           |
| Mina                      | L'ultima occasione       | 8            | 44           |
| Peppino Di Capri          | Morire a Capri           | 29           | -            |
| Petula Clark              | Gocce di mare            | 33           | -            |
| Claudio Villa             | Sifulina                 | 35           |              |